# Kabyle
Kabyle (în bulgară Кабиле) este un oraș Tracic antic, în aproprierea orașului modern Kabile. Se situează la mai puțin de 10 km de Iambol, în Bulgaria de sud-est. Kabyle a fost unul dintre cele mai importante centre ale Traciei de sud-est, și a fost fondat în jurul anului 2000 î.Hr. A fost proclamat ca făcând parte din 100 Puncte turistice din Bulgaria. Teritoriul orașului și zona înconjurătoare a fost proclamată ca teritoriu de importanță națională în anul 1965, și a fost convertit într-o rezervație arheologică. Suprafața rezervației este de aprox. 65 km2.
Multe dintre edificiile descoperite sunt expuse într-un muzeu din incinta rezervației, unde este inclusă și o expoziție care urmărește istoricul excavării sitului.

## Istorie
În anul 341 î.Hr., Kabyle a fost cucerit de armata lui Filip al II-lea al Macedoniei, iar mai apoi a fost inclus în Imperiul lui Alexandru Macedon. În secolul al III-lea î.Hr. a fost guvernat din nou de către traci.
În anul 71 î.Hr. a devenit parte a Imperiului Roman după ce orașul a fost cucerit de către Marcus Lucullus, și dupa 45 î.Hr. a fost inclus în provincia romană Tracia. Orașul a fost un centru economic și militar major între secolul al III-lea î.Hr. și secolul al II-lea î.Hr.. Kabyle a devenit unul dintre cele mai importante orașe ale Traciei în urma reformelor împăratului Diocletian în secolul al IV-lea d.Hr..
În ultima parte a secolului al IV-lea, Kabyle a fost ocupat de către goți. În cele din urmă a fost distrus de către avari, după care nu a mai fost reconstruit niciodată. În timpul epocii medievale, a existat o așezare localizată în zona orașului antic.
1. ↑  An Inventory of Archaic and Classical Poleis (PDF)